# Trilby (Florida)
Trilby ist  ein census-designated place (CDP) im Pasco County im US-Bundesstaat Florida. Das U.S. Census Bureau hat bei der Volkszählung 2020 eine Einwohnerzahl von 433 ermittelt. 

## Geographie
Trilby liegt rund 10 km nördlich von Dade City sowie etwa 60 km nördlich von Tampa. Der CDP wird vom U.S. Highway 98 durchquert.

## Demographische Daten
Laut der Volkszählung 2010 verteilten sich die damaligen 419 Einwohner auf 263 Haushalte. Die Bevölkerungsdichte lag bei 161,2 Einw./km². 62,5 % der Bevölkerung bezeichneten sich als Weiße, 30,3 % als Afroamerikaner und 0,2 % als Indianer. 5,5 % gaben die Angehörigkeit zu einer anderen Ethnie und 1,4 % zu mehreren Ethnien an. 11,5 % der Bevölkerung bestand aus Hispanics oder Latinos.
Im Jahr 2010 lebten in 31,5 % aller Haushalte Kinder unter 18 Jahren sowie 35,8 % aller Haushalte Personen mit mindestens 65 Jahren. 68,5 % der Haushalte waren Familienhaushalte (bestehend aus verheirateten Paaren mit oder ohne Nachkommen bzw. einem Elternteil mit Nachkomme). Die durchschnittliche Größe eines Haushalts lag bei 2,54 Personen und die durchschnittliche Familiengröße bei 2,99 Personen.
25,9 % der Bevölkerung waren jünger als 20 Jahre, 21,5 % waren 20 bis 39 Jahre alt, 27,2 % waren 40 bis 59 Jahre alt und 26,5 % waren mindestens 60 Jahre alt. Das mittlere Alter betrug 43 Jahre. 48,4 % der Bevölkerung waren männlich und 51,6 % weiblich.
Das durchschnittliche Jahreseinkommen lag bei 20.875 $, dabei lebten 51,9 % der Bevölkerung unter der Armutsgrenze.